# Thesium acuminatum
Thesium acuminatum är en sandelträdsväxtart som beskrevs av Arthur William Hill. Thesium acuminatum ingår i släktet spindelörter, och familjen sandelträdsväxter. Inga underarter finns listade i Catalogue of Life.